# Burham (Palestyna)
Burham (arab. ‏بُرهام‎, Burhām) – wieś w Palestynie, w muhafazie Ramallah i Al-Bira. Według danych szacunkowych Palestyńskiego Centralnego Biura Statystycznego w 2016 roku miejscowość liczyła 788 mieszkańców.